# جيني ويلر
جيني ويلر (بالإنجليزية: Jenny Wheeler)‏ هي صحفية نيوزيلندية، ولدت في 21 ديسمبر 1946.